# Mohammad Hosseyn Tabrizi
Mohammad Hosseyn Tabrizi (anhörenⓘ persisch محمد حسین تبریزی, mohæmmæd hosɛjn ɛ tæbɾizi oder Molla Mohammad Hosseyn Tabrizi; * unbekannt; † 10. Oktober 1577 in Qazvin) war Kalligraf und Experte der Nastaliq-Schrift. Er wurde  ebenso wie Mir Emad und Alireza Abbassi als Mahin Ostād (dies bedeutet auf Persisch der größte Meister) tituliert. Er war zudem Lyriker und dichtete unter dem Pseudonym Mahsun.
Als junger Mann ging Hosseyn nach Maschhad, um bei Ahmad Maschhadi und Mir Heydar Khoshnevis Kalligrafie zu lernen. Seine Studien beendete er bei Malek Deylami. Da er Geschick in Epigraphik aufwies, wurde er zu Zeiten von Schah Ismail II. beauftragt, die Inschriften staatlicher Bauten zu gravieren.